# 通城戰鬥
通城戰鬥發生於1926年8月21－23日，地點則是在中國湘北一帶，是國民革命軍北伐戰爭的戰鬥之一。通城戰鬥的交戰雙方，一方為國民革命軍，另一方為湘軍。

## 參看
- 中華民國北洋政府時期內戰戰鬥列表